# Wilhelm Göttler
Wilhelm Göttler (* 19. April 1890 in Lindau (Bodensee); † 22. Februar 1953 ebenda) war ein deutscher Politiker (CDU/CSU).
Nach dem Besuch der Realschule machte Göttler die Küferlehre und verbrachte einige Jahre als Geselle in Frankreich. Er war Soldat im Ersten Weltkrieg, am 1. November 1914 wurde er in Flandern schwer verwundet und hielt sich dadurch zwei Jahre lang im Lazarett auf. Danach machte er ein Privatstudium der Wirtschafts- und Sozialwissenschaften. Von 1916 bis 1946 betrieb er eine eigene Gastwirtschaft. 1933 verlor er sämtliche Ehrenämter bis auf eine Kirchenpflegschaft. Im August 1944 wurde er im Konzentrationslager Dachau inhaftiert.
Die politische Karriere Göttlers begann 1921, als er Mitglied des Gemeinderats in Aeschach wurde. Ein Jahr später wechselte er in den Stadtrat von Lindau, dem er bis 1932 und wieder ab 1945 angehörte. 1948 wurde er zweiter Bürgermeister und Referent für Bau- und Wohnungswesen und Finanzangelegenheiten der Stadt Lindau. Er gehörte der beratenden Landesversammlung des Landes Württemberg-Hohenzollern und dem Landtag von Württemberg-Hohenzollern bis 1950 an, als die Stadt und der Landkreis Lindau nach Bayern zurückgegliedert wurden. Er war Mitbegründer der CDP im Landkreis Lindau, dem dortigen Vorgänger der CSU, und Mitglied des Beratenden Ausschusses von Lindau. Bei der Landtagswahl 1950 wurde er im Stimmkreis Lindau-Stadt und -Land in den Bayerischen Landtag gewählt. Jedoch verstarb er noch während der Wahlperiode. Sein Nachfolger wurde Otto Weinkamm.